# Leucania pyrausta
Leucania pyrausta là một loài bướm đêm trong họ Noctuidae.